# Lobos Athletic Club

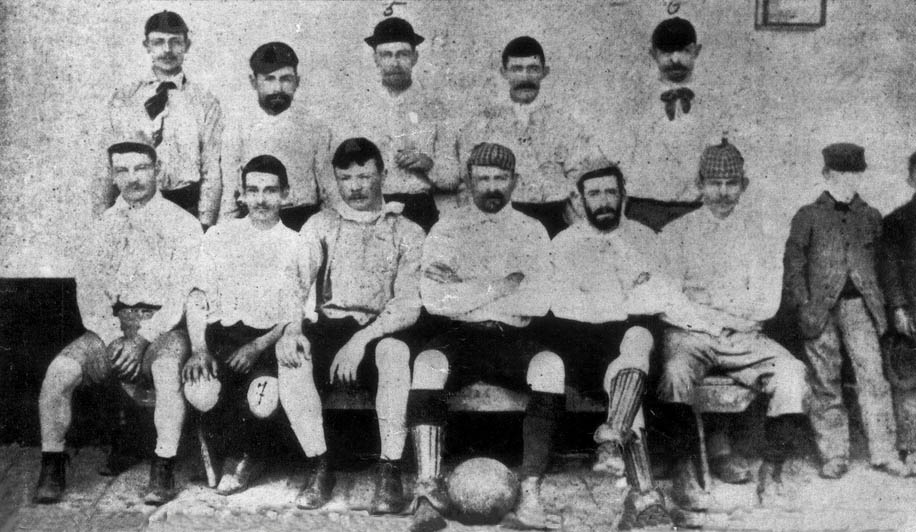
Team van 1892

Lobos Athletic Club is een Argentijnse voetbalclub uit Lobos.
De club werd op 3 juli 1892 door Engelse immigranten opgericht. In 1894 speelde de club voor het eerst in de Primera División. Na dit seizoen duurde het tot 1898 vooraleer de club hier nogmaals aantrad. De club eindigde samen met Lomas Athletic Club op de eerste plaats, maar verloor de finale om de titel. Het volgende seizoen werd de club opnieuw tweede, nu achter Belgrano Athletic Club. In 1899 was Lobos het eerste Argentijnse team dat buiten Argentinië voetbalde middels een tournee naar buurland Uruguay, waar onder andere C.U.R.C.C. verslagen werd. Nadat de Argentijnse voetbalbond besloot dat clubs niet verder dan 30 kilometer van de stad Buenos Aires mochten liggen werd de club uit de competitie gezet.
De club speelt tegenwoordig in de regionale Lobos voetbalcompetitie. 